# Langholm, Skottland
Langholm är en ort i Storbritannien.   Den ligger i kommunen Dumfries and Galloway och riksdelen Skottland, i den centrala delen av landet, 400 km norr om huvudstaden London. Langholm ligger 80 meter över havet och antalet invånare är 2 213.
Terrängen runt Langholm är kuperad norrut, men söderut är den platt. Langholm ligger nere i en dal. Runt Langholm är det glesbefolkat, med 11 invånare per kvadratkilometer. Närmaste större samhälle är Gretna, 18,0 km söder om Langholm. Trakten runt Langholm består i huvudsak av gräsmarker.